# L'Hôtellerie
L'Hôtellerie è un comune francese di 311 abitanti situato nel dipartimento del Calvados nella regione della Normandia.

## Società

### Evoluzione demografica
Abitanti censiti